# Cdiscount
Cdiscount é um site de comércio eletrônico francês com uma ampla oferta de produtos: CDs, DVDs, produtos de informática e alta tecnologia, eletrodomésticos, aparelhos de higiene e beleza, e alimentos. 
Historicamente, o Cdiscount se posicionou como uma loja de desconto online. Atualmente, é o maior site de comércio eletrônico francês em termos de volume de negócios e apresentou um crescimento superior à média do setor em 2013.
O Cdiscount atua em quatro continentes: América latina, Europa, África e Ásia.
O Cdiscount é líder do mercado de comércio eletrônico na França com um volume de negócios de 1.6 bilhões de euros em 2013.

## História
O Cdiscount foi criado em dezembro de 1998 por três irmãos, Hervé, Christophe e Nicolas Charle. Integra o Grupo Casino desde fevereiro de 2000. Em setembro de 2008, o Grupo Casino aumentou sua participação direta e indireta na companhia, atingindo 79,6% do capital e adoptou uma nova estrutura organizacional,com um conselho de administração constituído de fundadores e representantes do Casino.
Em janeiro de 2011, o Grupo Casino adquiriu as participações dos irmãos Charle, passando a 99,6% do capital.
Em junho de 2014, Grupo Casino criou a Cnova, uma companhia que agrupa todas as atividades de comércio eletrônico do Casino. A Cnova é uma empresa com atuação global, que opera através do site Cdiscount.com na França, Colômbia, Equador, Tailândia, Vietnã, Costa do Marfim, Senegal, Camarões e Bélgica, e através dos sites da Cnova Brasil no Brasil .

## Operações
O Cdiscount.com é um varejista online de bens e serviços. Oferece uma gama de produtos em 40 setores, tais como CDs e DVDs, produtos de informática e alta tecnologia, eletrodomésticos, jogos, brinquedos e alimentos. Para desenvolver suas atividades, o Cdiscount optou por uma oferta ampla, aplicando seu modelo de negócios a mercados com alto potencial de crescimento, como financiamentos, seguros, assinaturas para celular e vinhos.  
Em 2006, o Cdiscount abriu uma loja física piloto em Le Bouscat, perto de Bordeaux (França), que oferece produtos que possuem alta demanda, selecionados a partir de dados de vendas obtidos no site. Esta loja também serve como ponto de entrega para clientes que compram no site e optam por coletar suas compras na loja física.
A segunda loja abriu em 2011, na Rue du Bac, em Paris. Esta loja oferece os produtos mais vendidos de cada categoria do website, totalizando mais de 2.000 itens de alta tecnologia, informática, eletrodomésticos, brinquedos, DVDs, jogos de vídeo, vinhos e bebidas espirituosas.
Com sede em Bordeaux (região da Gironda), os produtos são armazenados no pólo logístico de Cestas Pot au Pin. Entregas rápidas (para o dia seguinte) são disponíveis desde setembro de 2011.

## Principais números
- 1.300 colaboradores
- 19 pedidos a cada 10 segundos
- Volume de negócios 2013 : 1,6 bilhões de euros
- Até 125.000 pacotes enviados por dia
- 200.000 m² de espaço de armazenamento
- 900.000 visitantes únicos por dia em média[9]

## Estratégia de distribuição
O Cdiscount, em parceria com a Banque Casino, oferece um cartão de crédito MasterCard que com ventagens aos clientes do site. Em setembro de 2011, o Cdiscount lançou um marketplace. O objetivo é expandir a gama de produtos e obter receitas adicionais num modelo de negócios baseado nas comissões.
Em 2014, o Cdiscount introduziu um serviço inovador chamado “disponibilidade imediata”. Através do seu marketplace, C le Marché, vendedores podem disponibilizar mercadorias de forma imediata a clientes localizados próximo às suas lojas físicas.

## Estratégia comercial
O Cdiscount, em parceria com a Banque Casino, oferece um cartão de crédito MasterCard que com ventagens aos clientes do site. Em setembro de 2011, o Cdiscount lançou um marketplace. O objetivo é expandir a gama de produtos e obter receitas adicionais num modelo de negócios baseado nas comissões.
Em 2014, o Cdiscount introduziu um serviço inovador chamado “disponibilidade imediata”. Através do seu marketplace, C le Marché, vendedores podem disponibilizar mercadorias de forma imediata a clientes localizados próximo às suas lojas físicas.

## Premiações
Em 2011, o Cdiscount ganha o Troféu da Inovação LSA  da categoria de comércio eletrônico graças a seu sistema de distribuição de pontos de entrega em lojas físicas. O instituto francês da opinião pública publicou um estudo para Epsilon sobre os usuários da web e do comércio eletrônico. O Cdiscount ficou em primeiro lugar pela qualidade do serviço no setor de “alta tecnologia e eletrodomésticos” em 2009 .